# Хилтоп (Миннесота)
Хилтоп (англ. Hilltop) — город в округе Анока, штат Миннесота, США. По данным переписи за 2010 год число жителей города составляло 744 человека. Хилтоп — северный пригород Миннеаполиса.
Большая часть населения живёт в четырёх трейлерных парках на территории города. Первый трейлерный парк был открыт в 1940-е годы, а вскоре и второй. Они хотели войти в состав Коламбия-Хайтс, однако тауншип не согласился, поэтому Хилтоп подал заявку на организацию отдельного населённого пункта. В 1956 году заявка была удовлетворена. Хилтоп обслуживается пожарной и полицейской службами Коламбия-Хайтс, однако имеет собственные водопроводную и канализационную системы.

## Географическое положение
По данным Бюро переписи населения США город имеет общую площадь в 0,31 км². Хилтоп — небольшой анклав города Коламбия-Хайтс.

## Население
| Год переписи | Нас. |  | %±     |
| ------------ | ---- |  | ------ |
| 1960         | 607  |  | —      |
| 1970         | 1015 |  | 67,2%  |
| 1980         | 817  |  | −19,5% |
| 1990         | 749  |  | −8,3%  |
| 2000         | 766  |  | 2,3%   |
| 2010         | 744  |  | −2,9%  |
| 2016         | 734  |  | −1,3%  |

По данным переписи 2010 года население Хилтопа составляло 744 человека (из них 53,2 % мужчин и 46,8 % женщин), в городе было 380 домашних хозяйств и 151 семьи. На территории города было расположено 414 построек со средней плотностью 1380 построек на один квадратный километр суши. Расовый состав: белые — 71,0 %, афроамериканцы — 11,3 %, азиаты — 2,7 %, коренные американцы — 1,6 %. На 2016 год население Хилтопа было распределено по происхождению следующим образом: 15,3 % — немецкое, 11,3 % — ирландское, 4,8 % — английское, 7,3 % — шведское, 7,9 % — норвежское происхождение. 24,6 % населения города были иностранцами, не имеющими американское гражданство.
Население города по возрастному диапазону по данным переписи 2010 года распределилось следующим образом: 20,3 % — жители младше 18 лет, 3,4 % — между 18 и 21 годами, 65,7 % — от 21 до 65 лет и 10,6 % — в возрасте 65 лет и старше. Средний возраст населения — 42,7 лет. На каждые 100 женщин в Хилтопе приходилось 113,8 мужчин, при этом на 100 совершеннолетних женщин приходилось уже 112,5 мужчин сопоставимого возраста.
Из 380 домашних хозяйств 39,7 % представляли собой семьи: 17,9 % совместно проживающих супружеских пар (7,9 % с детьми младше 18 лет); 14,2 % — женщины, проживающие без мужей и 7,6 % — мужчины, проживающие без жён. 60,3 % не имели семьи. В среднем домашнее хозяйство ведут 1,96 человека, а средний размер семьи — 2,82 человека. В одиночестве проживали 47,4 % населения, 11,3 % составляли одинокие пожилые люди (старше 65 лет).

## Экономика
В 2016 году из 674 человека старше 16 лет имели работу 359. При этом мужчины имели медианный доход в 31 875 долларов США в год против 26 354 долларов среднегодового дохода у женщин. В 2014 году медианный доход на семью оценивался в 33 359 $, на домашнее хозяйство — в 27 778 $. Доход на душу населения — 15 539 $ в год.